# Carrefour des Quatre-Routes de Colombes
Ne doit pas être confondu avec Les Quatre-Routes-du-Lot ou La Courneuve - 8 Mai 1945 (métro de Paris).
Le carrefour des Quatre-Routes (4 routes) est une voie de circulation française située à Colombes, dans les Hauts-de-Seine, aux limites des communes de Bois-Colombes et d'Asnières-sur-Seine.

## Situation

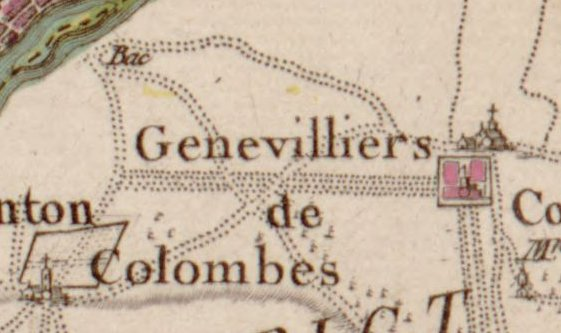
Carrefour des Quatre-Routes sur la carte de Cassini. À l'ouest, l'ancienne église Saint-Pierre-Saint-Paul de Colombes, à l'est, l'Église Sainte-Marie-Madeleine de Gennevilliers.

Le carrefour est formé par l'intersection de la route nationale 186, (ancienne route de Saint-Denis à Colombes, localement route départementale 986) et de la route nationale 309 ou plus précisément avenue de l'Agent-Sarre (anciennement avenue de Gennevilliers) vers l'ouest, en direction du centre-ville de Colombes et Nanterre, avenue de Stalingrad au nord, en direction du pont d'Argenteuil, avenue de la Redoute à l'est, en direction de la station de métro Asnières - Gennevilliers - Les Courtilles et avenue d'Argenteuil au sud (route nationale 309), en direction du carrefour des Bourguignons.

## Histoire

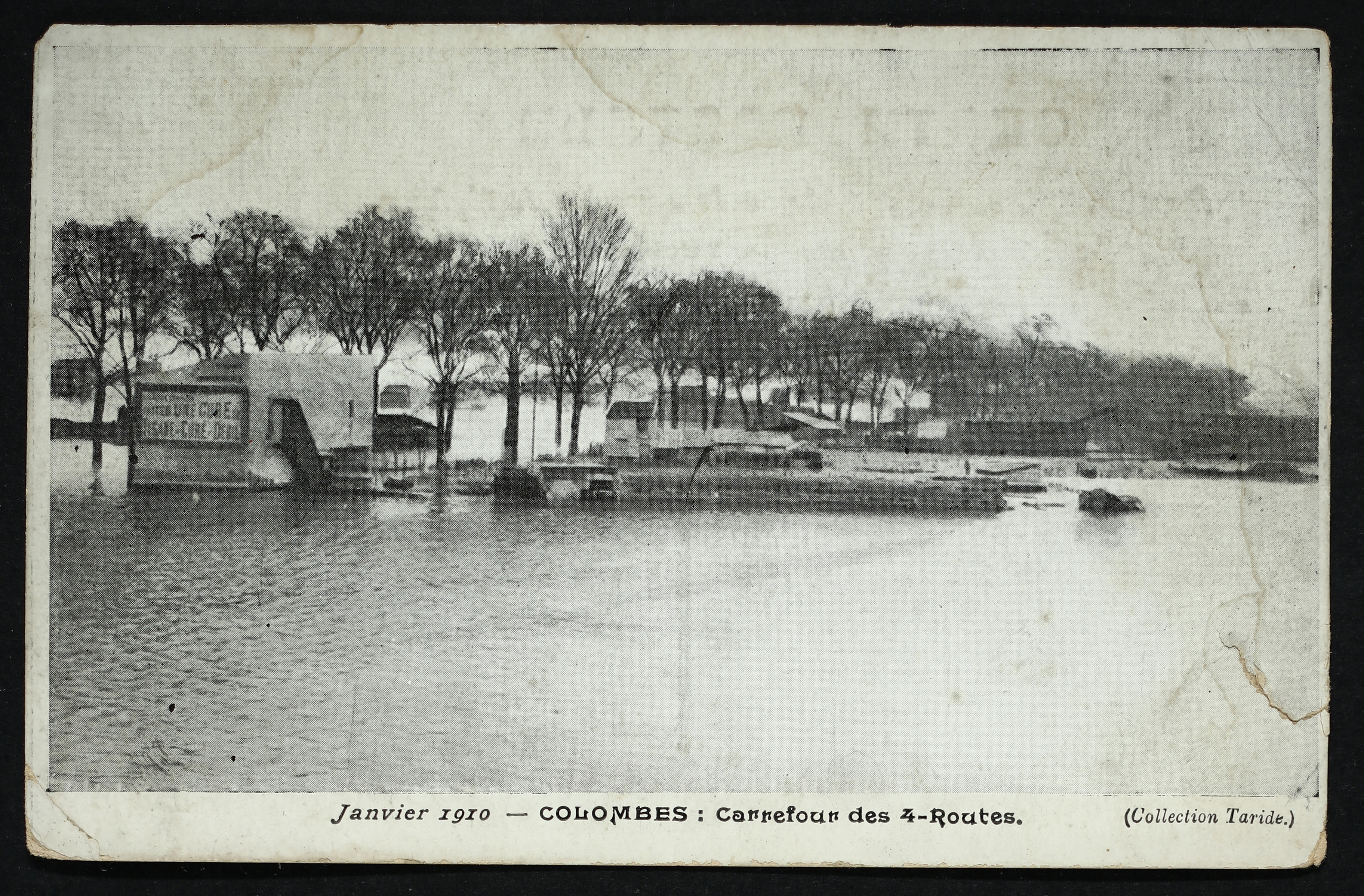
La crue de la Seine de 1910.

Ce carrefour très ancien est visible sur la carte de Cassini établie au XVIIIe siècle.
Il joue un rôle clef pendant la guerre franco-allemande de 1870, car il verrouille les accès vers Asnières, Argenteuil et Colombes. Pour cette raison, il est bombardé par des canons situés au pont d'Asnières, au pont de Clichy, et à la gare de Levallois.
Son altitude relativement peu élevée dans la vallée de la Seine le fait être durement touché lors de la crue du fleuve en 1910.
Pendant la Seconde Guerre Mondiale, le 21 août 1944, des affrontements y ont lieu lors de la Libération de Paris.
Il donne son nom à l’église Saint-Joseph-des-Quatre-Routes d'Asnières, toute proche. Sa notoriété locale en fait un toponyme fréquemment employé dans les activités commerciales des environs,.

## Transports

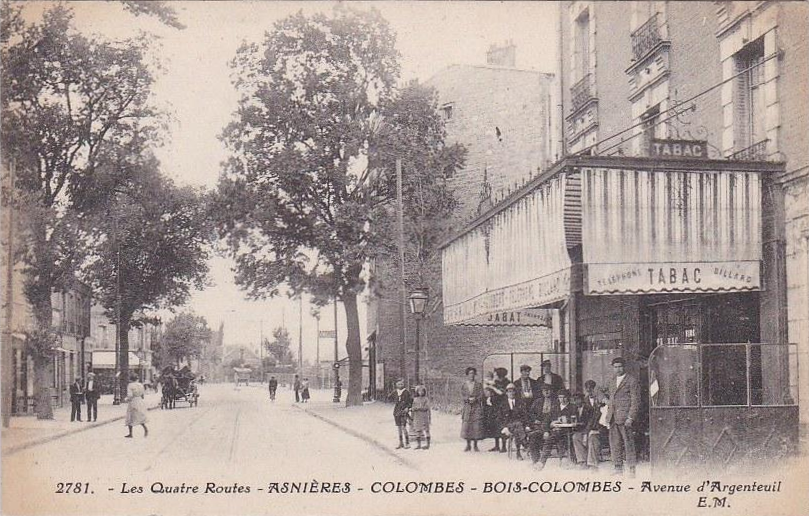
Carrefour des Quatre-Routes à Asnières-sur-Seine, Hauts-de-Seine.

En 1896, le carrefour était le point de départ de la ligne de tramway numéro 40, qui allait jusqu'à la place Voltaire à Asnières, et qui était exploitée par la Compagnie des tramways de Paris et du département de la Seine. Cette ligne fut prolongée dans un premier temps jusqu'à Argenteuil - Gare puis jusqu'à la place de Clichy à Paris.
Dans les années 1920, il était encore desservi par la ligne 66 du tramway de la Société des transports en commun de la région parisienne.
La desserte par ce mode est revenue quasiment un siècle plus tard avec la mise en service de la station Asnières - Quatre Routes sur la ligne 1 du tramway,le 12 octobre 2019, prolongé depuis Les Courtilles.
Ce carrefour est également desservi par les lignes du réseau de bus RATP et Noctilien la nuit. Ces bus permettent ainsi de lier ce carrefour avec la gare d'Argenteuil (via bus 140), les stations de métro Gabriel Péri (bus 140), Porte de Champerret (bus 165), Les Agnettes (bus 366) et Les Courtilles (bus 304 et 378), la gare de Nanterre-Université (bus 304), la gare des Grésillons (bus 366) et la gare de Nanterre-Ville (bus 378).